# Achille Mario Dogliotti
Achille Mario Dogliotti (Torino, 25 settembre 1897 – Torino, 2 giugno 1966) è stato un cardiochirurgo italiano.

## Biografia
Nacque a Torino da Luigi Dogliotti, medico e sindaco di Alba, morto in giovane età, e Clotilde Ferrara Bardile. Deciso a seguire le orme paterne, si iscrisse nel 1914 alla Facoltà di Medicina dell'Università degli Studi di Torino. Con l'entrata in guerra dell'Italia, fu tra i primi ad arruolarsi come volontario, e fu prima sergente di sanità, quindi ufficiale medico. Fu decorato con due croci di guerra. Ripresi gli studi, conseguì la laurea nel 1920 con la tesi Splenectomia nell'ittero emolitico, e divenne subito medico interno nell'Istituto di Patologia Chirurgica dell'Università di Torino, diretto allora da Ottorino Uffreduzzi (1881-1943). 
Nel 1933 mise a punto la cosiddetta "procedura Dogliotti" sull'anestesia peridurale.
Dogliotti fu tra i pionieri della cardiochirurgia in Italia, contribuendo a perfezionare a Torino l'applicazione della macchina cuore-polmone artificiale per la circolazione extracorporea, nuova tecnica fra i primi al mondo ad essere utilizzata nel 1951, insieme al cardiochirurgo americano Clarence Dennis (1909-2005), dell'ipotermia controllata e di tecniche cardiochirurgiche originali. Collaborò anche con altri celebri medici della sua epoca quali i Proff. Valdoni e Frugoni.
Nel frattempo, nel 1951, a Torino, Dogliotti fu il fondatore dell'"Associazione dei medici scrittori", A.M.S.I.. Pubblicò anche molti libri "tecnici" destinati ai medici per la loro formazione.
Il 20 febbraio 1952 in collaborazione con Angelo Actis Dato (1923-2012) eseguono la commissurotomia mitralica e il 7 agosto dello stesso anno la prima circolazione extracorporea nell'uomo. Nasce quindi la Cardio-chirurgia come branca specifica della Chirurgia generale e il 19 Aprile 1952 viene fondato alle Molinette il centro Blalock.
Nel 1950, Giulio Cesare Dogliotti poté ricongiungersi, provenendo da altre sedi, con suo fratello maggiore a Torino, dedicandosi anche lui alla cardio-chirurgia.
Dogliotti diede importanti contributi anche alla trasfusione del sangue, all'anestesia, alla chirurgia addominale e alla cura dei tumori.
Tra le sue numerose pubblicazioni si ricordano il Trattato di anestesiologia, in collaborazione con Enrico Ciocatto, ed il Trattato di tecnica operativa, con Ottorino Uffreduzzi.
Fu professore universitario dal 1938, prima Patologia all'Università degli Studi di Modena e Reggio Emilia, poi in Clinica chirurgica a quella di Catania e dal 1943 a Torino.
Alla sua eccezionale abilità di operatore unì elevate conoscenze scientifiche, una grande apertura mentale e la passione del ricercatore.
Fu un insigne maestro e conquistò molta popolarità, non solo come uno dei protagonisti della nascente cardiochirurgia, ma anche per il suo fascino personale e le sue doti di umanità. Fra i suoi molti allievi, uno dei più prediletti fu Edmondo Malan.
Promosse la donazione del sangue e fu fra i promotori della nascita della Federazione Italiana Associazioni Donatori di Sangue (FIDAS). Negli anni 50 è stato un dirigente del Torino associazione calcio.
Si spense presso la sua villa sulla collina torinese. Il 21 dicembre dell'anno precedente fu operato a Zurigo dal neurochirurgo svizzero Hugo Krayenbühl (1902-1985) in collaborazione col team del suo assistente Gazi Yaşargil (che sarà annoverato fra i più grandi neurochirurghi del secolo) per un tumore cerebrale al lobo frontale destro, purtroppo di diagnosi infausta.
È sepolto nel cimitero monumentale di Torino.